# Capcom Arcade Stadium
A Capcom Arcade Stadium játéktermi videójátékok gyűjteménye. A csomag 32 játéktermi játékból áll, melyeket a Capcom eredetileg 1984. és 2001. között jelentetett meg. A gyűjteményen 2021 februárjában jelent meg Nintendo Switchre, majd 2021 májusában Microsoft Windows, PlayStation 4 és Xbox One platformokra.

## Áttekintés
A Capcom Arcade Stadium ingyenesen letölthető, az 1943: The Battle of Midway az alapjáték részét képezi, a többi játék fizetős letölthető tartalomként érhető el. A Ghosts ’n Goblins különállóan, míg a többi játék korszakokra felbontott (1984–1988: „a játéktermek hajnala”, 1989–1992: „játéktermi forradalom”, 1992–2001: „a játéktermek fejlődése”), tíz címet tartalmazó csomagokban kapható. A Capcom bejelentette, hogy a gyűjtemény később bővítve lesz, illetve felkérte a rajgóit, hogy a Twitteren osszák meg, hogy mely játékokat látnák szívesen a csomagban.

## Játéklista
A gyűjteményben összesen 32 játék kapott helyet.
- 1943: The Battle of Midway (1987)
- Ghosts ’n Goblins (1985)

| Dawn of the Arcade (1984–1988) - Vulgus (1984) - Pirate Ship Higemaru (1984) - 1942 (1984) - Commando (1985) - Section Z (1985) - Trojan (1986) - Legendary Wings (1986) - Bionic Commando (1987) - Forgotten Worlds (1988) - Ghouls ’n Ghosts (1988) | Arcade Revolution (1989–1992) - Strider (1989) - Dynasty Wars (1989) - Final Fight (1989) - 1941: Counter Attack (1990) - Mercs (1990) - Mega Twins (1990) - Carrier Air Wing (1990) - Street Fighter II (1991) - Captain Commando (1991) - Varth: Operation Thunderstorm (1992) | Arcade Evolution (1992–2001) - Warriors of Fate (1992) - Street Fighter II Turbo: Hyper Fighting (1992) - Super Street Fighter II Turbo (1994) - Armored Warriors (1994) - Cyberbots: Full Metal Madness (1995) - 19XX: The War Against Destiny (1995) - Battle Circuit (1997) - Giga Wing (1999) - 1944: The Loop Master (2000) - Progear (2001) |

A játékok egy emulátor futtatja, aminek hála azok olyan funkciókkal is rendelkeznek, mint a valós idejű visszatekerés, a választható nehézségi fokozatok, az állítható játéksebesség, valamint a különböző vizuális szűrők a régi játéktermi gépek katódsugárcsöves kijelzőinek emulálására. A gyűjteményben a Street Fighter II-játékokon kisebb grafikai módosításokat is végeztek; eltávolították a felkelő nap-szimbólumot E. Honda pályájáról, illetve Fei Long országzászlaját Hongkongéról a Kínai Népköztársaságéra cserélték.

## Fogadtatás
| Összegzőoldal | Értékelés   |
| ------------- | ----------- |
| Metacritic    | (NS) 80/100 |

| Szerző         | Értékelés   |
| -------------- | ----------- |
| Destructoid    | (NS) 7/10   |
| Hardcore Gamer | (NS) 4/5    |
| HobbyConsolas  | (NS) 77/100 |
| Jeuxvideo.com  | (NS) 15/20  |
| Nintendo Life  | (NS) 8/10   |

A játék 2020 decemberi bejelentésekor a Comic Book Resources előrelépésnek tekintette azt az elődjével, a 2013-ban PlayStation 3 és Xbox 360 platformokra megjelent Capcom Arcade Cabinettel szemben, mivel az közel kétszer annyi játékot tartalmaz. A weboldal szerkesztője a Nintendo és a Capcom emulációs újrakiadásaira megjegyezte, hogy „Hátránya, hogy ezek a vállalatok normalizálták azt a gyakorlatot, miszerint a konzolok minden egyes generációjánál újraértékesítik a klasszikus játékaikat, ami egy olyan ár, amit a játékosoknak nem kellene megfizetniük.”
A Nintendo Life ugyan megjegyezte, hogy a gyűjtemény több tagja olyan korábbi csomagokban is megtalálhatóak, mint a Capcom Beat ’Em Up Bundle, azonban a shoot ’em upok választékát dicsérték, melyek között olyan, korábban konzolokon nem elérhető címek is vannak, mint a Progear és a 1944: The Loop Master.

## Fordítás
- Ez a szócikk részben vagy egészben  a   Capcom Arcade Stadium című angol Wikipédia-szócikk ezen változatának fordításán alapul.  Az eredeti cikk szerkesztőit annak laptörténete sorolja fel. Ez a jelzés csupán a megfogalmazás eredetét és a szerzői jogokat jelzi, nem szolgál a cikkben szereplő információk forrásmegjelöléseként.